# مارك دانييلز
مارك دانييلز (بالإنجليزية: Marc Daniels)‏ (و. 1912 – 1989 م) هو مخرج أفلام، وكاتب سيناريو، ومنتج أفلام، وممثل، ومخرج مسرحي أمريكي، ولد في بيتسبرغ، توفي في سانتا مونيكا، كاليفورنيا، عن عمر يناهز 77 عاماً، بسبب قصور القلب.

## التعليم
تعلم في جامعة ميشيغان
.

## وصلات خارجية
- مارك دانييلز على موقع IMDb (الإنجليزية)
- مارك دانييلز على موقع ألو سيني (الفرنسية)
- مارك دانييلز على موقع أول موفي (الإنجليزية)
- مارك دانييلز على موقع قاعدة بيانات برودواي على الإنترنت (الإنجليزية)
- مارك دانييلز على موقع قاعدة بيانات الأفلام السويدية (السويدية)
- مارك دانييلز على موقع قاعدة بيانات الفيلم (الإنجليزية)
- مارك دانييلز على موقع كينوبويسك (الروسية)